# Neoperla paucispinosa
Neoperla paucispinosa är en bäcksländeart som beskrevs av Peter Zwick 1986. Neoperla paucispinosa ingår i släktet Neoperla och familjen jättebäcksländor. Inga underarter finns listade i Catalogue of Life.